# Strike Fighter Squadron 103
Escadron de chasseur d'attaque 103 (VFA-103)
Le Strike Fighter Squadron 103 (VFA-103), également connu sous le nom de  Jolly Rogers, est une unité d’avions embarqués de l’ United States Navy créée en 1952. Le VFA-103 vole sur F/A-18F Super Hornet et est basé à Naval Air Station Oceana, Virginia (US). L’indicatif radio de l’escadron est Victory et il est affecté au Carrier Air Wing Seven.

## Insigne et Surnom

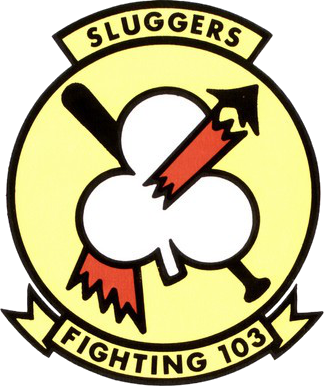
VF-103 "Sluggers" insigne d’origine.

L'insigne original du VF-103 était une feuille de trèfle et les ailerons de l'avion avaient une flèche jaune horizontale entourée de noir. Plus tard, un avion stylisé traversant la feuille a été ajouté, ainsi qu'une batte de baseball (la batte proviendrait d'un des premiers chef d’escadron qui en portait souvent une avec lui. Lorsque les Sluggers sont devenus les Jolly Rogers à la suite de la suppression du VF-84 (1955-95), ils ont adopté la célèbre tête de mort blanche sur fond noir.
Les Jolly Rogers ont toujours arboré des insignes d'escadron très reconnaissables dans le monde : une sinistre tête de mort blanche sur les dérives entièrement noires, et des bandes noires avec des chevrons dorés sur les côtés du fuselage avant, depuis l’époque des Crusader (1957-1965). 

## Histoire
Quatre escadrons distincts de l'aviation navale américaine ont utilisé le nom et l'insigne des Jolly Roger: VF-17, VF-61, VF-84 et VF-103, rebaptisés depuis VFA-103. Bien qu'il s'agisse d'escadrons différents qui n'ont aucun lien entre-eux, ils ont tous partagé le même nom Jolly Roger, les insignes de tête de mort et les mêmes traditions. Après la suppression du VF-84 en 1995, le nom et l'insigne Jolly Rogers ont été adoptés par le VF-103, qui est devenu plus tard le VFA-103, lors du changement F14 Tomcat vers F18 Hornet.

### Années 1950

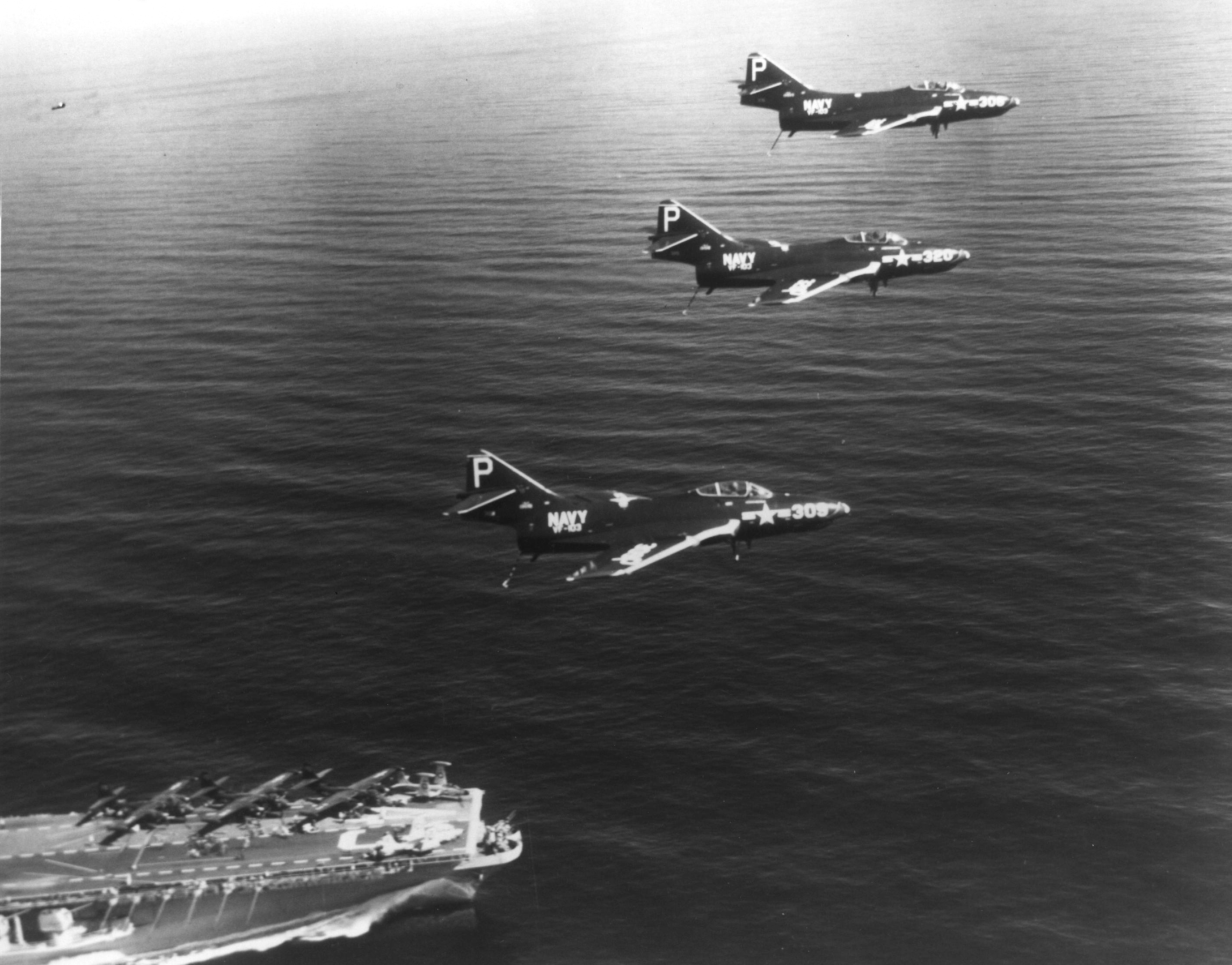
VF-103 F9F-6 Cougars au dessus de l', 1954.

Le VF-103 ("Sluggers") fut créé le 1er mai 1952 et équipé du Vought F4U Corsair. L'escadron a été affecté au Carrier Air Wing 10 (CVG-10) et a effectué une courte croisière à bord de l'USS Lake Champlain (CVA-39) à la fin 1952. Par la suite, le VF-103 est passé sur Grumman F9F-6 Cougar et a adopté le surnom de "Flying Cougars". Le CVG-10 est monté à bord de l'USS Randolph (CVA-15) pour sa croisière d'essai après sa réactivation dans les Caraïbes entre août et novembre 1953. Le groupe aérien a ensuite été réaffecté sur l'USS Coral Sea (CVA-43) et le VF-103 a été équipé de F9F-8B. Le porte-avions a été déployé en mer Méditerranée entre août 1956 et février 1957. C'était la dernière fois que le VF-103 opérait à partir d'un porte-avions à pont droit.
En 1957, le VF-103 fut l'un des premiers escadrons à passer au supersonique Vought F-8U-1 Crusader et fut rebaptisé « Sluggers ». Une fois la transition terminée, ils ont fait équipe avec le VFA-102 à bord de l'USS Forrestal (CVA-59). Avant l'introduction des avions à réaction Crusader, les groupements tactiques de porte-avions de l'US Navy étaient souvent gênés par les bombardiers britanniques lors des exercices alliés, car la Royal Air Force avec ses "English Electric Canberra" avait toujours été capable de simuler des attaques contre des porte-avions américains en toute impunité. À l’époque, les combattants américains ne pouvaient tout simplement pas opposer beaucoup de résistance. Au cours de la croisière en Méditerranée de 1958, les pilotes britanniques ont été surpris lorsque le VF-103 a détruit leur formation de Canberra avant même d'avoir eu la chance de lancer leur attaque simulée.

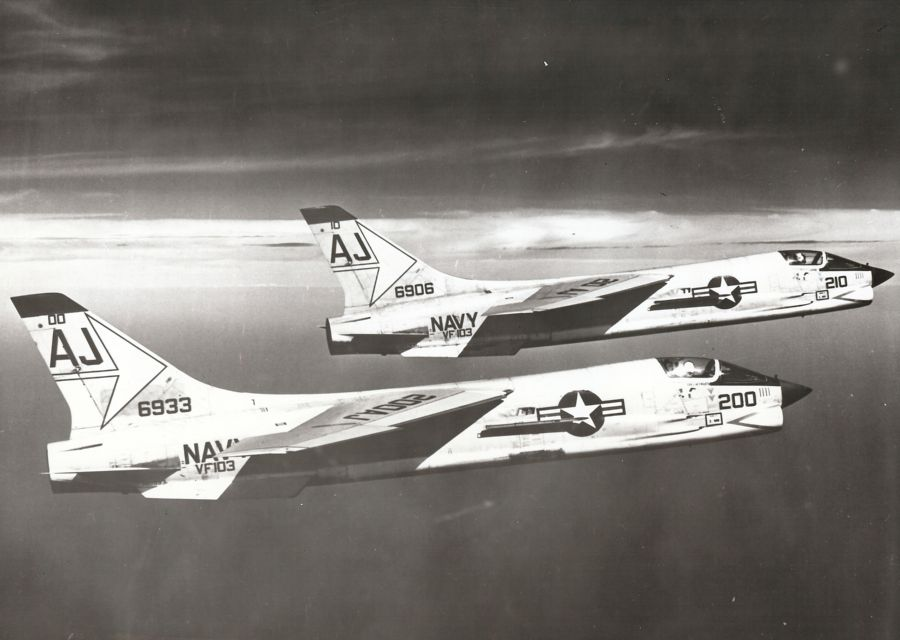
VF-103 F8U-2s de l'

L'USS Forrestal et le VF-103 ont été déployés en mer Méditerranée pendant la crise du Liban en 1958, mais la crise s'est apaisée avant que le porte-avions n'atteigne sa destination. Un déploiement régulier suivit entre septembre 1958 et mars 1959. Le futur astronaute John W. Young était membre de l'escadron lors de cette croisière.

### Années 1960
Le VF-103 a été équipé du F8U-2 (F-8C après 1962) et réaffecté au Carrier Air Wing CVG-8, bien qu'étant toujours sur l'USS Forrestal. Trois autres déploiements en Méditerranée suivirent en 1960, 1961 et 1964-1965. L'escadron a été rééquipé du F-8E en 1964.
La croisière 1964-1965 a été importante, puisque le VF-103 a volé à la fois le F-8E et le nouveau McDonnell-Douglas F-4 Phantom II. Le VF-103 volera sur Phantom pendant 19 ans. De 1965 à 1980, le VF-103 a été affecté au Carrier Air Wing 3 (CVW-3). L'affectation à l'USS Saratoga (CVA-60) a été encore plus longue, de 1965 à 1994, depuis 1984 dans le cadre du Carrier Air Wing 17 (CVW-17). Le VF-103 était à bord du Saratoga pour 15 déploiements en mer Méditerranée, et un seul à bord du Forrestal en 1982.
Le VF-103 a volé sur F-4B jusqu'à la transition vers le F-4J en 1968. En 1981, l'escadron a été équipé du F-4S.

### Années 1970

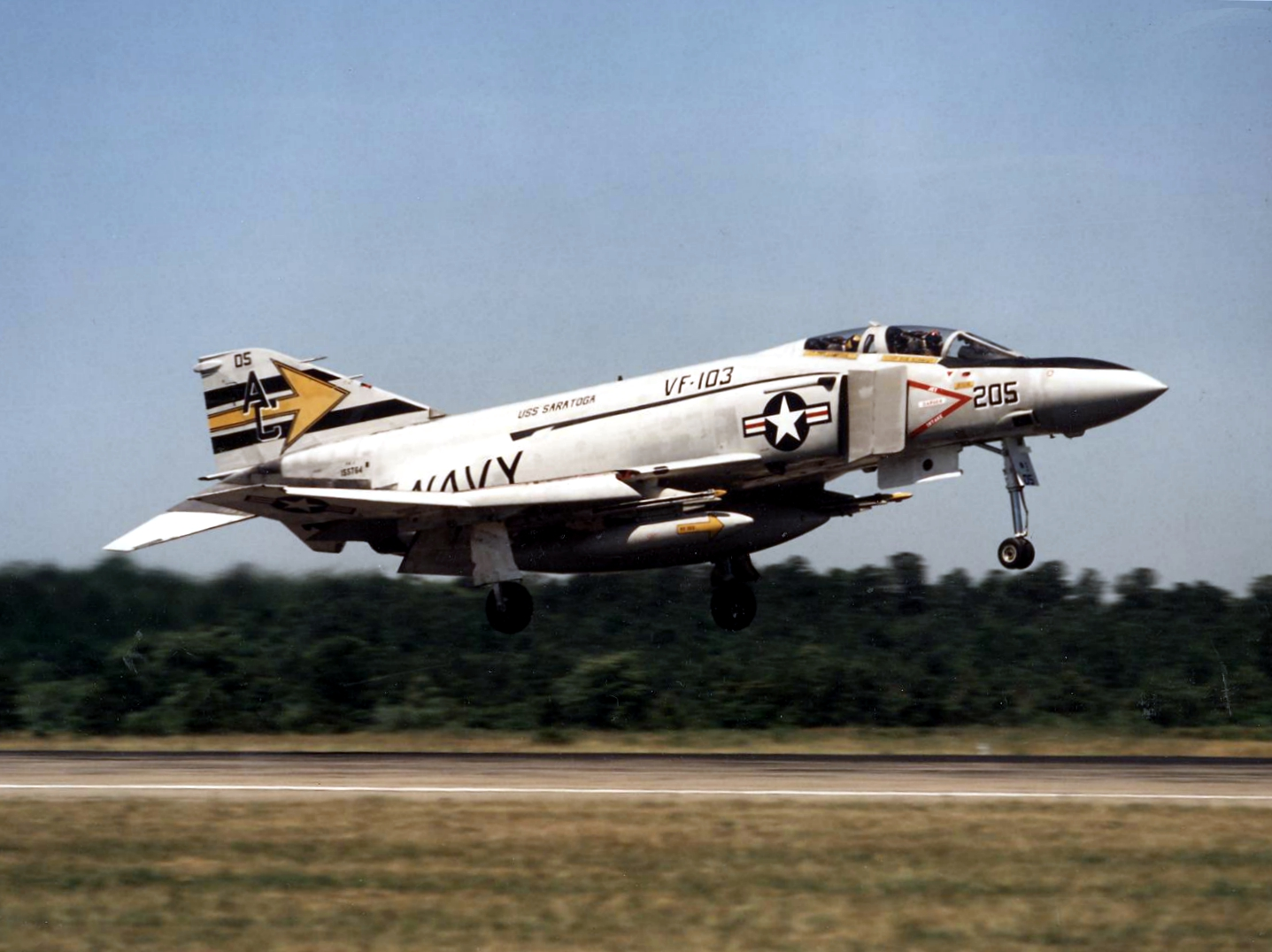
VF-103 F-4J Phantom II en 1978

Lorsque le Nord-Vietnam a lancé son offensive de Pâques contre le Sud-Vietnam, l'USS Saratoga a été déployé sur la côte vietnamienne pour participer à « l'opération Linebacker ». Le 10 août 1972, le Lieutenant Commander Robert Tucker et le Lieutenant Junior Grade Stanley Edens abattent un MiG-21 avec un missile AIM-7 Sparrow lors d'une interception nocturne. C'était une première pour le Sparrow face à un MiG.